# マイネプリテンダー
マイネプリテンダー（欧字名:Meine Pretender、1995年11月12日 - 2005年5月28日）は、ニュージーランドで生産された日本の競走馬、繁殖牝馬。
競走馬としては重賞勝ちなどの成績を収めることはできなかったが、繁殖牝馬として4頭の重賞勝ち馬を輩出した。

## 経歴

### 競走馬時代
1998年4月4日、中山競馬場第3競走の4歳未出走で、柴田大知を鞍上にデビューし2着。その後も2戦し2着となるが、4戦目の4歳未勝利で初勝利を挙げた。しかし、脚部不安により、わずか4戦で引退を余儀なくされることとなった。通算成績1勝2着3回で、連対率100%の状態での引退であった。

### 繁殖牝馬時代
引退後はビッグレッドファームで繁殖牝馬となる。すると、初仔のマイネヌーヴェルがフラワーカップを制し、早くも産駒から重賞勝ち馬が現れることとなった。マイネヌーヴェルは、重賞はこのフラワーカップの1勝のみであるが、後に孫にあたるマイネルファンロンが新潟記念を、その半妹ユーバーレーベンが優駿牝馬を制している。
その後も、2004年産のマイネルアワグラスはダートのGIII・シリウスステークスを、2005年産のマイネルチャールズは京成杯と弥生賞を制しクラシック三冠レースでも好走するなど活躍を見せた。さらに、2003年産のマイネルネオスは、2011年に8歳で中山グランドジャンプを制覇。鞍上はかつてマイネプリテンダーに騎乗した柴田大知で、この勝利は柴田にとってGI級競走初制覇となった。また、これによりマイネプリテンダーの産駒は、芝・ダート・障害のいずれのレースでも重賞を制覇したこととなった。
マイネルチャールズを産んだ1ヶ月後の2005年5月28日に死亡した。10歳没。牝駒はマイネヌーヴェルのみで、牡馬の産駒はいずれも種牡馬入りしていないため、マイネヌーヴェルとその産駒が母の血を継いでいくこととなった。

## 競走成績
以下の内容は、netkeiba.comおよびJBISサーチに基づく。
| 競走日     | 競馬場 | 競走名    | 格 | 距離（馬場）  | 頭 数 | 枠 番 | 馬 番 | オッズ （人気） | 着順 | タイム （上り3F） | 着差 | 騎手      | 斤量 [kg] | 1着馬（2着馬）     | 馬体重 [kg] |
| ---------- | ------ | --------- | -- | ------------- | ----- | ----- | ----- | --------------- | ---- | ----------------- | ---- | --------- | --------- | ------------------ | ----------- |
| 1998.04.04 | 中山   | 4歳未出走 |    | 芝1200m（稍） | 16    | 6     | 11    | 003.80（2人）   | 02着 | R1:11.1（35.9）   | -0.8 | 0柴田大知 | 50        | アプリコットデュー | 484         |
| 0000.04.18 | 中山   | 4歳未出走 |    | 芝2000m（不） | 12    | 2     | 2     | 002.50（1人）   | 02着 | R2:06.2（37.0）   | -0.7 | 0柴田大知 | 50        | ユキノコマチ       | 488         |
| 0000.05.09 | 東京   | 4歳未勝利 |    | 芝2000m（良） | 11    | 7     | 9     | 002.90（2人）   | 02着 | R2:02.8（35.4）   | -0.8 | 0蛯名正義 | 51        | クリールポイント   | 494         |
| 0000.05.31 | 東京   | 4歳未勝利 |    | 芝1800m（良） | 18    | 7     | 14    | 001.70（1人）   | 01着 | R1:49.8（35.0）   | -0.2 | 0蛯名正義 | 51        | （ホウヨウマリン） | 492         |

## 繁殖成績
|       | 馬名               | 誕生年 | 性 | 毛色   | 父                 | 厩舎                           | 馬主                                 | 戦績・備考                                 | 出典   |
| ----- | ------------------ | ------ | -- | ------ | ------------------ | ------------------------------ | ------------------------------------ | ------------------------------------------ | ------ |
| 初仔  | マイネヌーヴェル   | 2000年 | 牝 | 黒鹿毛 | ブライアンズタイム | 美浦・稲葉隆一                 | （株）サラブレッドクラブ・ラフィアン | 22戦3勝（フラワーカップ優勝・繁殖）        | [ 6 ]  |
| 2番仔 | マイネルヌーヴォー | 2001年 | 牡 | 黒鹿毛 | ペンタイア         | 美浦・稲葉隆一                 | （株）サラブレッドクラブ・ラフィアン | （不出走）                                 | [ 7 ]  |
| 3番仔 | マイネルネオス     | 2003年 | 牡 | 鹿毛   | ステイゴールド     | 美浦・稲葉隆一 →美浦・田中剛   | （株）サラブレッドクラブ・ラフィアン | 51戦8勝 （中山グランドジャンプ優勝・引退） | [ 8 ]  |
| 4番仔 | マイネルアワグラス | 2004年 | 牡 | 鹿毛   | ブライアンズタイム | 美浦・稲葉隆一 →美浦・上原博之 | （株）サラブレッドクラブ・ラフィアン | 48戦6勝（シリウスS優勝・引退）             | [ 9 ]  |
| 5番仔 | マイネルチャールズ | 2005年 | 牡 | 黒鹿毛 | ブライアンズタイム | 美浦・稲葉隆一                 | （株）サラブレッドクラブ・ラフィアン | 15戦4勝（弥生賞、京成杯優勝・引退）        | [ 10 ] |

## 主要なファミリーライン
「f」は「filly（牝馬）」の略、「c」は「colt（牡馬）」の略。太字はGI級競走優勝馬。#は重賞競走優勝馬。
- マイネプリテンダー 1995 f
  - マイネヌーヴェル# 2000 f（3勝、フラワーカップ優勝）
    - マイネテレジア 2007 f
      - マイネルファンロン# 2015 c（5勝、新潟記念優勝）
      - ユーバーレーベン 2018 f（2勝、優駿牝馬優勝）
      - マイネルエンペラー# 2020 c（現役5勝、日経賞優勝）

    - マイネルグロン 2018 c（現役6勝、中山大障害、東京ハイジャンプ、阪神スプリングジャンプ優勝）

  - マイネルネオス 2003 c（8勝、中山グランドジャンプ優勝）
  - マイネルアワグラス# 2004 c（6勝、シリウスステークス優勝）
  - マイネルチャールズ# 2005 c（4勝、弥生賞、京成杯優勝）

## 血統表
| マイネプリテンダーの血統 | マイネプリテンダーの血統      | マイネプリテンダーの血統 | （血統表の出典） | （血統表の出典） |
| 父系                     | サーゲイロード系              | サーゲイロード系         | サーゲイロード系 |                  |
| 父 Zabeel 鹿毛 1986      | 父の父Sir Tristram 鹿毛 1971  | Sir Ivor                 | Sir Gaylord      | Sir Gaylord      |
| 父 Zabeel 鹿毛 1986      | 父の父Sir Tristram 鹿毛 1971  | Sir Ivor                 | Attica           |                  |
| 父 Zabeel 鹿毛 1986      | 父の父Sir Tristram 鹿毛 1971  | Isolt                    | Round Table      | Round Table      |
| 父 Zabeel 鹿毛 1986      | 父の父Sir Tristram 鹿毛 1971  | Isolt                    | All My Eye       |                  |
| 父 Zabeel 鹿毛 1986      | 父の母Lady Giselle 鹿毛 1982  | Nureyev                  | Northern Dancer  | Northern Dancer  |
| 父 Zabeel 鹿毛 1986      | 父の母Lady Giselle 鹿毛 1982  | Nureyev                  | Special          |                  |
| 父 Zabeel 鹿毛 1986      | 父の母Lady Giselle 鹿毛 1982  | Valderna                 | Val de Loir      | Val de Loir      |
| 父 Zabeel 鹿毛 1986      | 父の母Lady Giselle 鹿毛 1982  | Valderna                 | Derna            |                  |
| 母 Giladah 鹿毛 1986     | 母の父Mill Reef 鹿毛 1968     | Never Bend               | Nasrullah        | Nasrullah        |
| 母 Giladah 鹿毛 1986     | 母の父Mill Reef 鹿毛 1968     | Never Bend               | Lalun            |                  |
| 母 Giladah 鹿毛 1986     | 母の父Mill Reef 鹿毛 1968     | Milan Mill               | Princequillo     | Princequillo     |
| 母 Giladah 鹿毛 1986     | 母の父Mill Reef 鹿毛 1968     | Milan Mill               | Virginia Water   |                  |
| 母 Giladah 鹿毛 1986     | 母の母Nouvelle Star 栗毛 1980 | Luskin Star              | Kaoru Star       | Kaoru Star       |
| 母 Giladah 鹿毛 1986     | 母の母Nouvelle Star 栗毛 1980 | Luskin Star              | Promising        |                  |
| 母 Giladah 鹿毛 1986     | 母の母Nouvelle Star 栗毛 1980 | Bonne Nouvelle           | Be Friendly      | Be Friendly      |
| 母 Giladah 鹿毛 1986     | 母の母Nouvelle Star 栗毛 1980 | Bonne Nouvelle           | Europeana        |                  |
| 母系(F-No.)              | (FN:6-b)                      | (FN:6-b)                 | (FN:6-b)         | [ § 2 ]          |
| 5代内の近親交配          | Princequillo 5×4              | Princequillo 5×4         | Princequillo 5×4 | [ § 3 ]          |
| 出典                     | 1. 2. 3.                      | 1. 2. 3.                 | 1. 2. 3.         | 1. 2. 3.         |